# Haus der weinenden Witwe
Das Haus der weinenden Witwe (ukrainisch Дім невтішної вдови/Дім вдови, що плаче) oder auch Arschawskyj-Haus (Особняк Аршавського) ist ein 1907 im Jugendstil errichtetes Gebäude in der ukrainischen Hauptstadt Kiew.

## Name
Seinen Namen erhielt das Architekturdenkmal von lokaler Bedeutung nach einem Frauenmaskaron in der Mitte der Giebelfassade, dem bei Regen scheinbar Tränen die Wange hinabrinnen. Der weitere Name Arschawskyj-Haus geht auf den Bauherrn des Gebäudes, den Händler Serhij Arschawskyj aus Poltawa, zurück.

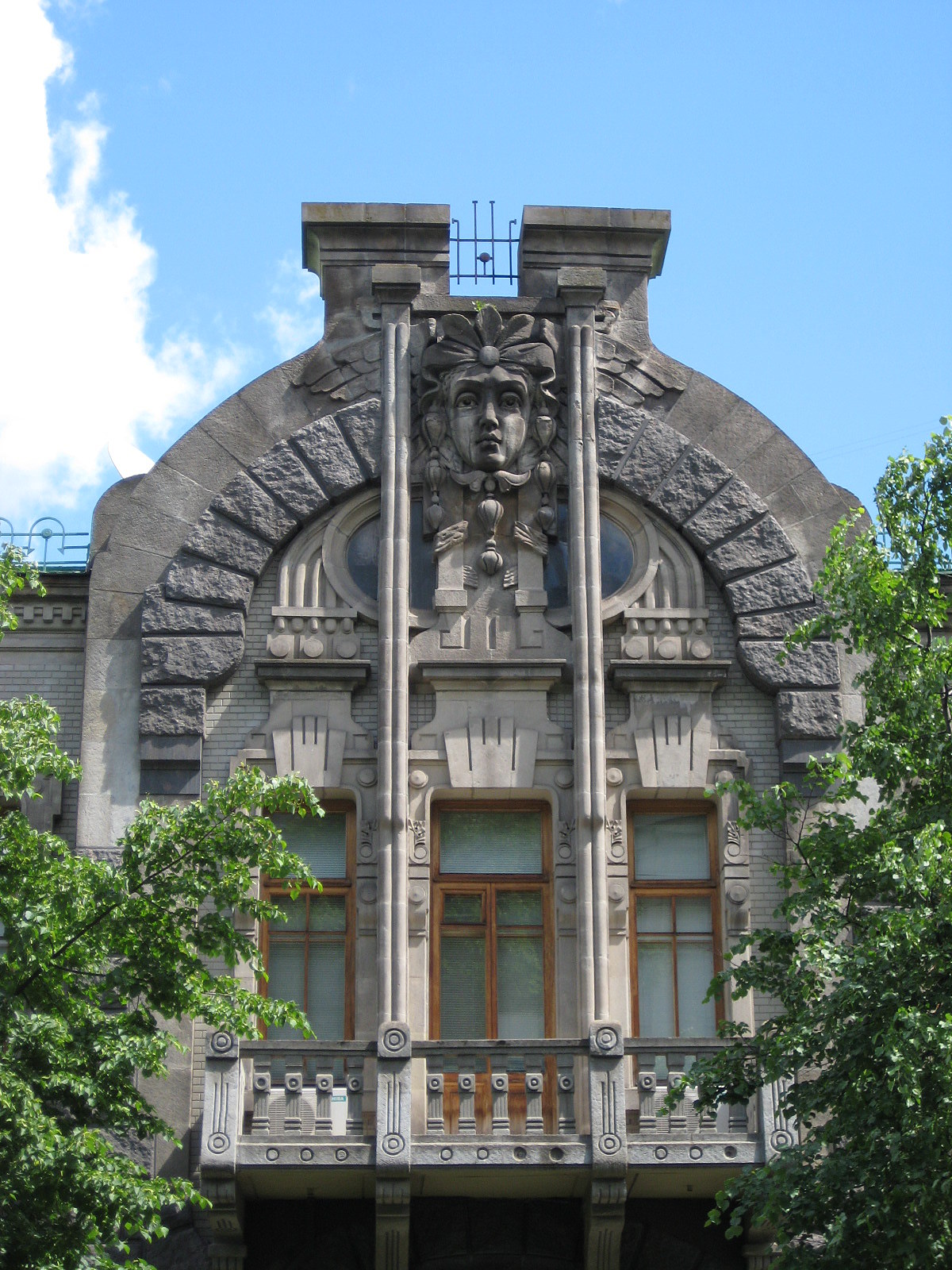
Der Giebel mit dem Frauenmaskaron

## Geschichte
Das 1907 vom deutschen Architekten Eduard Bradtman im Jugendstil erbaute Haus gehört heute der ukrainischen Regierung und wurde im Juni 2007 offiziell eine Residenz des ukrainischen Präsidenten und dient gelegentlich zur Ausrichtung offizieller und diplomatischer Empfänge.

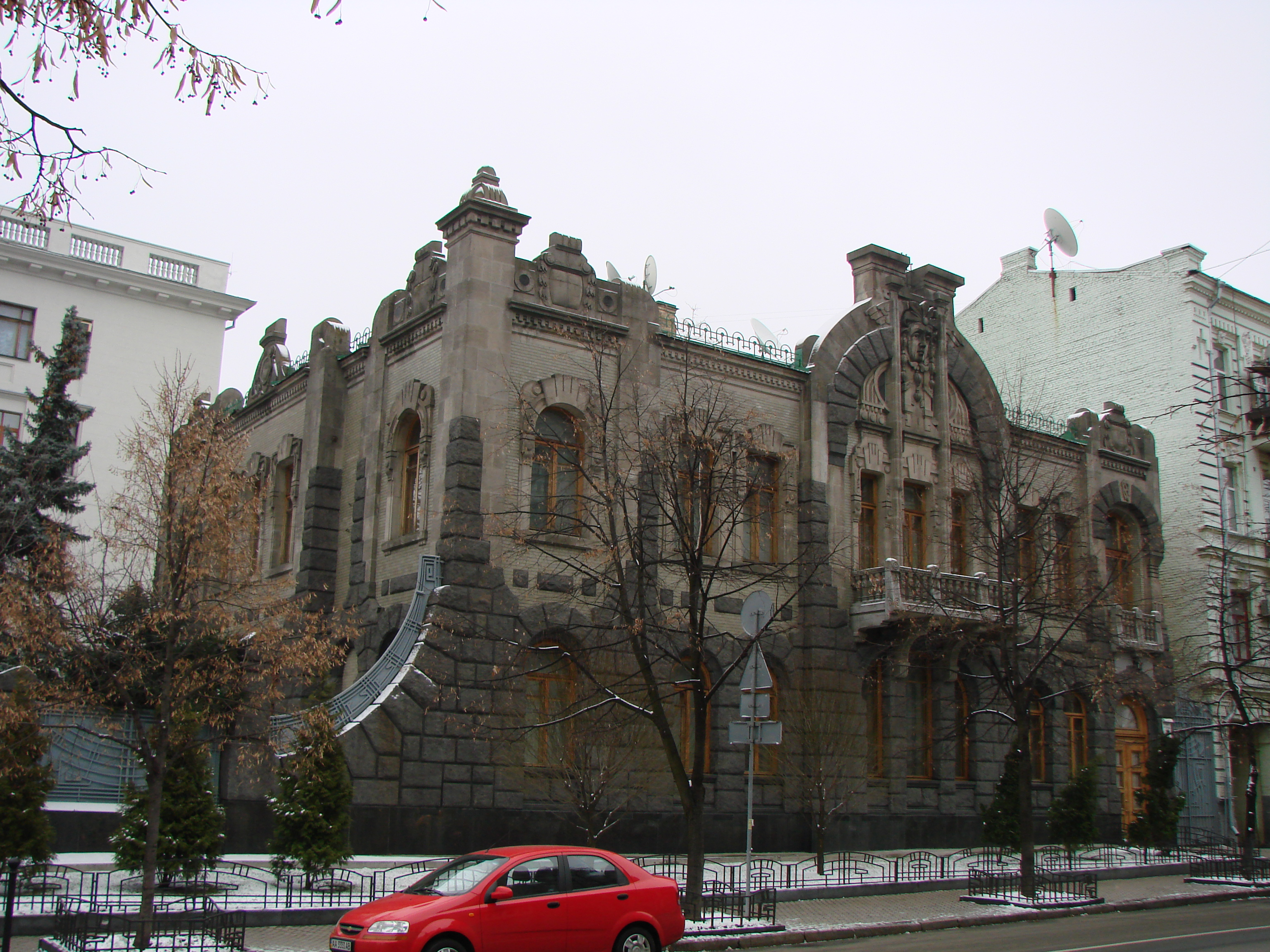
Gebäude im Dezember 2007

## Lage
Das Haus der weinenden Witwe ist ein Eckhaus auf der Lutherischen Straße (Ljuteranska wulyzja) 23 in der Kiewer Innenstadt nahe der St.-Katharinen-Kirche, dem Präsidialamt der Ukraine und dem Haus mit den Chimären.